# Log Cabin
Log Cabin – miasto w Stanach Zjednoczonych, w stanie Teksas, w hrabstwie Henderson.